# Islotes de Mursetta
Islotes de Mursetta (en francés: Îlots de Mursetta; en corso: Isulotti di a Mursetta) son un pequeño grupo de islas rodeadas por el mar Mediterráneo, situadas en la comuna de Calenzana, en el departamento de Haute-Corse (Alta Córcega) que es parte de la colectividad territorial de Córcega (collectivité territoriale de Corse), al sureste del país europeo de Francia.
El archipiélago está formado por:
- El islote Mursetta del norte, con una superficie de 8295 metros cuadrados y 23 metros de altura, que dista unos quince metros de la costa firme de Córcega.

- un pequeño grupo de islotes y arrecifes de los cuales el Islote del Sur, es el más grande, posee 16 metros de altura y está a unos 200 metros de la costa de Córcega.